# アーサー・ビナード 午後の三枚おろし
『アーサー・ビナード 午後の三枚おろし』（アーサー・ビナード ごごのさんまいおろし）は文化放送が制作し、NRN系列の全国ネットで、平日の午後に放送していた帯番組である。

## 概要
文化放送をキーステーションとして、平日朝に放送している『武田鉄矢・今朝の三枚おろし』からのスピンオフ番組である。
アメリカ出身で日本在住の詩人であるアーサー・ビナードと、不定期でゲストを交えて、自らの視点で毎週1つのキーワード・人物などを取り上げ、今につながるヒント・キーワードを語り合う。
2022年3月23日放送の番組内で、出演者の水谷加奈から3月25日放送をもって終了することを発表した。同時に4月2日から同じ出演者で『アーサー・ビナード ラジオぽこりぽこり』（文化放送のみで週1回30分の番組）を開始することも発表した。

## 出演者

### 最終回時点の出演者
- アーサー・ビナード
- 水谷加奈（文化放送アナウンサー）アシスタント（2018年4月2日 - 2022年3月25日、『今朝の三枚おろし』及び親番組『斉藤一美 ニュースワイドSAKIDORI!』（文化放送のみ、水曜担当）をそれぞれ兼務）

### 過去の出演者
- 伊藤佳子（文化放送 放送事業局 報道スポーツ センター）アシスタント（2017年4月3日 - 2018年3月30日）

### その他
- 本番組は基本的に上記出演者のみだが、ゲストが出演する週がある[2]。

## 番組内容
- アーサーによるオープニングトークとタイトルコール、アーサーと水谷の氏名紹介の後に本編トークを展開し、最後はアーサーがまな板を叩いてエンディングとなる。
  - ゲストが出演する週は、アーサー・水谷・ゲストの3名で、トークを展開する。
- なお、文化放送ではシームレスに展開するが、地方局では、タイトルコールと出演者氏名紹介の間、及びトークの途中とエンディングのまな板を叩いた後にBGMが流れる[3]。

## ネット局
最終回時点。放送時間が早い順から記載。
| 放送地域   | 放送局             | 放送時間      | 備考                                                                                                 |
| ---------- | ------------------ | ------------- | --- |
| 関東広域圏 | 文化放送（QR）     | 17:34 - 17:44 | 【制作局】 『斉藤一美 ニュースワイドSAKIDORI!』内                                                    |
| 山梨県     | 山梨放送（YBS）    | 16:30 - 16:40 | |
| 福井県     | 福井放送（FBC）    | 16:40 - 16:50 | |
| 香川県     | 西日本放送（RNC）  | 16:40 - 16:50 | |
| 高知県     | 高知放送（RKC）    | 16:40 - 16:50 | |
| 石川県     | 北陸放送（MRO）    | 16:45 - 16:55 | |
| 青森県     | 青森放送（RAB）    | 16:50 - 17:00 | 2020年3月30日開始。                                                                                  |
| 岩手県     | IBC岩手放送（IBC） | 17:15 - 17:25 | 2021年3月29日開始。                                                                                  |
| 富山県     | 北日本放送（KNB）  | 17:15 - 17:25 | |
| 宮崎県     | 宮崎放送（mrt）    | 17:15 - 17:25 | 2019年4月1日開始。                                                                                   |
| 長野県     | 信越放送（SBC）    | 17:45 - 17:55 | 2021年3月29日開始。                                                                                  |
| 山形県     | 山形放送（YBC）    | 17:50 - 18:00 | 2021年9月27日開始。 『YBCイブニング・スコープ』内                                                    |
| 新潟県     | 新潟放送（BSN）    | 18:05 - 18:15 | 2017年4月3日 - 2018年3月30日は21:45 - 21:55に放送していた。 2021年11月1日再開（月曜 - 木曜に限る）。 |
| 秋田県     | 秋田放送（ABS）    | 18:10 - 18:20 | |
| 宮城県     | 東北放送（tbc）    | 18:35 - 18:45 | 2021年10月19日開始。                                                                                 |

### 以前のネット局
| 放送地域       | 放送局                        | 放送時間      | 放送期間                      | 備考                            |
| -------------- | ----------------------------- | ------------- | ----------------------------- | ------------------------------- |
| 山口県         | 山口放送（KRY）               | 15:30 - 15:40 | 2017年4月3日 - 2019年9月27日  | 『お昼はZENKAI ラヂオな時間』内 |
| 長崎県・佐賀県 | 長崎放送（NBC） NBCラジオ佐賀 | 17:15 - 17:25 | 2019年4月1日 - 2020年3月27日  |                                 |
| 熊本県         | 熊本放送（RKK）               | 18:10 - 18:20 | 2017年10月2日 - 2018年3月30日 |                                 |